# Basquetebol nos Jogos Olímpicos de Verão de 2020

Confronto entre Irã e República Checa pelo torneio masculino

Os torneios de basquetebol nos Jogos Olímpicos de Verão de 2020 foram disputados entre 24 de julho e 8 de agosto de 2021 na Saitama Super Arena, em Saitama.
Em junho de 2017, o Comitê Olímpico Internacional anunciou que o basquetebol 3x3 seria incluído primeira vez nos Jogos Olímpicos a partir desta edição. As disputas ocorreram no Parque Urbano de Esportes de Aomi, uma arena temporária montada em Tóquio.

## Qualificação

### Basquetebol (5 por 5)
Cada Comitê Olímpico Nacional pode inscrever apenas uma equipe masculina de 12 jogadores e apenas uma equipe feminina de 12 jogadoras. A qualificação masculina foi afetada pela pandemia de COVID-19, enquanto a qualificação feminina se encerrou antes da pandemia e não foi alterada.
Masculino
| Método                       | Método                       | Data                             | Local    | Vagas | Classificado   |
| ---------------------------- | ---------------------------- | -------------------------------- | -------- | ----- | -------------- |
| País sede                    | —                            | —                                | —        | 1     | Japão          |
| Copa do Mundo de 2019        | África                       | 31 de agosto – 15 de setembro    | China    | 1     | Nigéria        |
| Copa do Mundo de 2019        | Américas                     | 31 de agosto – 15 de setembro    | China    | 2     | Argentina      |
| Copa do Mundo de 2019        | Américas                     | 31 de agosto – 15 de setembro    | China    | 2     | Estados Unidos |
| Copa do Mundo de 2019        | Ásia                         | 31 de agosto – 15 de setembro    | China    | 1     | Irã            |
| Copa do Mundo de 2019        | Europa                       | 31 de agosto – 15 de setembro    | China    | 2     | França         |
| Copa do Mundo de 2019        | Europa                       | 31 de agosto – 15 de setembro    | China    | 2     | Espanha        |
| Copa do Mundo de 2019        | Oceania                      | 31 de agosto – 15 de setembro    | China    | 1     | Austrália      |
| Pré-Olímpico Mundial de 2020 | Pré-Olímpico Mundial de 2020 | 22 de junho – 4 de julho de 2021 | Vitória  | 1     | Chéquia        |
| Pré-Olímpico Mundial de 2020 | Pré-Olímpico Mundial de 2020 | 22 de junho – 4 de julho de 2021 | Split    | 1     | Eslovênia      |
| Pré-Olímpico Mundial de 2020 | Pré-Olímpico Mundial de 2020 | 22 de junho – 4 de julho de 2021 | Kaunas   | 1     | Itália         |
| Pré-Olímpico Mundial de 2020 | Pré-Olímpico Mundial de 2020 | 22 de junho – 4 de julho de 2021 | Belgrado | 1     | Alemanha       |

Feminino
| Método                       | Data                          | Local    | Vagas | Classificado   |
| ---------------------------- | ----------------------------- | -------- | ----- | -------------- |
| País sede                    | —                             | —        | 1     | Japão          |
| Copa do Mundo de 2018        | 25 de setembro – 5 de outubro | Espanha  | 1     | Estados Unidos |
| Pré-Olímpico Mundial de 2020 | 6–9 de fevereiro              | Ostend   | 2     | Canadá         |
| Pré-Olímpico Mundial de 2020 | 6–9 de fevereiro              | Ostend   | 2     | Bélgica        |
| Pré-Olímpico Mundial de 2020 | 6–9 de fevereiro              | Bourges  | 3     | França         |
| Pré-Olímpico Mundial de 2020 | 6–9 de fevereiro              | Bourges  | 3     | Porto Rico     |
| Pré-Olímpico Mundial de 2020 | 6–9 de fevereiro              | Bourges  | 3     | Austrália      |
| Pré-Olímpico Mundial de 2020 | 6–9 de fevereiro              | Belgrado | 2     | Nigéria        |
| Pré-Olímpico Mundial de 2020 | 6–9 de fevereiro              | Belgrado | 2     | Sérvia         |
| Pré-Olímpico Mundial de 2020 | 6–9 de fevereiro              | Belgrado | 3     | China          |
| Pré-Olímpico Mundial de 2020 | 6–9 de fevereiro              | Belgrado | 3     | Coreia do Sul  |
| Pré-Olímpico Mundial de 2020 | 6–9 de fevereiro              | Belgrado | 3     | Espanha        |

### Basquetebol 3x3
A qualificação para os torneios de 3x3 determinou as oito equipes em cada um dos torneios, masculino e feminino. O país anfitrião, o Japão, teve garantida apenas uma vaga, não uma por gênero. Quatro times por gênero (reduzido a três se o Japão se utilizasse da vaga como sede) foram determinados através do ranking mundial. Três equipes por gênero foram selecionadas por meio de um Torneio de Qualificação Olímpica. A equipe final por gênero foi determinada através do Torneio de Qualificação Olímpica de Universalidade.
Masculino
| Método                                             | Data                  | Local        | Vagas | Classificado                      |
| -------------------------------------------------- | --------------------- | ------------ | ----- | --------------------------------- |
| País-sede                                          | 7 de setembro de 2013 | Buenos Aires | 1     | Japão                             |
| Ranking Mundial 3x3 FIBA                           | 1 de novembro de 2019 | Utsunomiya   | 3     | China · Rússia · Sérvia           |
| Torneio Pré-Olímpico FIBA 3x3                      | 26–30 de maio de 2021 | Graz         | 3     | Polônia · Países Baixos · Letônia |
| Torneio de Qualificação Olímpica de Universalidade | 4–6 de junho de 2021  | Debrecen     | 1     | Bélgica                           |
| TOTAL                                              |                       |              | 8     |                                   |

Feminino
| Método                                             | Data                  | Local      | Vagas | Classificado                        |
| -------------------------------------------------- | --------------------- | ---------- | ----- | ----------------------------------- |
| País-sede                                          | —                     | —          | 0     | —                                   |
| Ranking Mundial FIBA 3x3                           | 1 de novembro de 2019 | Utsunomiya | 4     | Rússia · China · Mongólia · Romênia |
| Torneio Pré-Olímpico FIBA 3x3                      | 26–30 de maio 2021    | Graz       | 3     | França · Estados Unidos · Japão     |
| Torneio de Qualificação Olímpica de Universalidade | 4–6 de junho de 2021  | Debrecen   | 1     | Itália                              |
| TOTAL                                              |                       |            | 8     |                                     |

- Notas:

1. 1 2  A Rússia não pode competir usando seu nome e bandeira devido a uma sanção imposta pelo Comitê Olímpico Internacional por violações de doping.[11]

## Calendário
Os torneios de basquetebol no formato de 5 contra 5 foram realizados ao longo de dez dias, com a final masculina em 7 de julho e a final feminina no dia seguinte. Já as competições de 3x3 foram realizadas durante cinco dias, com ambas as finais ocorrendo em 28 de junho.
| G | Fase de grupos | QF | Quartas de final | SF | Semifinais | B | Disputa pelo bronze | F | Final |

| DataEvento    | Sáb 24 jul | Dom 25 jul | Seg 26 jul | Ter 27 jul | Ter 27 jul | Qua 28 jul | Qua 28 jul | Qua 28 jul | Qui 29 jul | Sex 30 jul | Sáb 31 jul | Dom 1 ago | Seg 2 ago | Ter 3 ago | Qua 4 ago | Qui 5 ago | Sex 6 ago | Sáb 7 ago | Sáb 7 ago | Dom 8 ago |
| ------------- | ---------- | ---------- | ---------- | ---------- | ---------- | ---------- | ---------- | ---------- | ---------- | ---------- | ---------- | --------- | --------- | --------- | --------- | --------- | --------- | --------- | --------- | --------- |
| Masculino     |            | G          | G          |            |            | G          | G          | G          | G          |            | G          | G         |           | QF        |           | SF        |           | F         | B         |           |
| Feminino      |            |            | G          | G          | G          |            |            |            | G          | G          |            | G         | G         |           | QF        |           | SF        | B         | B         | F         |
| 3x3 masculino | G          | G          | G          | G          | QF         | SF         | B          | F          |            |            |            |           |           |           |           |           |           |           |           |           |
| 3x3 feminino  | G          | G          | G          | G          | QF         | SF         | B          | F          |            |            |            |           |           |           |           |           |           |           |           |           |

## Medalhistas
| Evento        | Ouro | Prata | Bronze |
| ------------- | --- | --- | --- |
| Masculino     | Bam Adebayo Devin Booker Kevin Durant Jerami Grant Draymond Green Jrue Holiday Keldon Johnson Zach LaVine Damian Lillard JaVale McGee Khris Middleton Jayson Tatum USA Estados Unidos        | Andrew Albicy Nicolas Batum Petr Cornelie Nando de Colo Moustapha Fall Evan Fournier Rudy Gobert Thomas Heurtel Timothé Luwawu-Cabarrot Frank Ntilikina Vincent Poirier Guerschon Yabusele FRA França | Aron Baynes Matthew Dellavedova Dante Exum Chris Goulding Josh Green Joe Ingles Nick Kay Jock Landale Patty Mills Duop Reath Nathan Sobey Matisse Thybulle AUS Austrália                                |
| Feminino      | Ariel Atkins Sue Bird Tina Charles Napheesa Collier Skylar Diggins-Smith Sylvia Fowles Chelsea Gray Brittney Griner Jewell Loyd Breanna Stewart Diana Taurasi A'ja Wilson USA Estados Unidos | Himawari Akaho Saki Hayashi Rui Machida Evelyn Mawuli Saori Miyazaki Yuki Miyazawa Naho Miyoshi Nako Motohashi Moeko Nagaoka Monica Okoye Maki Takada Nanaka Todo JPN Japão                           | Alexia Chartereau Héléna Ciak Alix Duchet Marine Fauthoux Sandrine Gruda Marine Johannès Sarah Michel Endéné Miyem Iliana Rupert Diandra Tchatchouang Valériane Vukosavljević Gabby Williams FRA França |
| 3x3 masculino | Agnis Čavars Edgars Krūmiņš Kārlis Lasmanis Nauris Miezis LAT Letônia | Ilia Karpenkov Kirill Pisklov Stanislav Sharov Alexander Zuev ROC | Dušan Domović Bulut Dejan Majstorović Aleksandar Ratkov Mihailo Vasić SRB Sérvia |
| 3x3 feminino  | Stefanie Dolson Allisha Gray Kelsey Plum Jackie Young USA Estados Unidos | Evgeniia Frolkina Olga Frolkina Yulia Kozik Anastasia Logunova ROC | Wan Jiyuan Wang Lili Yang Shuyu Zhang Zhiting CHN China |

## Quadro de medalhas
País sede destacado
| Ordem | País               | Medalha de ouro | Medalha de prata | Medalha de bronze |    | Ordem por total |
| ----- | ------------------ | --------------- | ---------------- | ----------------- | -- | --------------- |
| 1     | USA Estados Unidos | 3               |                  |                   | 3  | 1               |
| 2     | LAT Letônia        | 1               |                  |                   | 1  | 4               |
| 3     | ROC                |                 | 2                |                   | 2  | 2               |
| 4     | FRA França         |                 | 1                | 1                 | 2  | 2               |
| 5     | JPN Japão          |                 | 1                |                   | 1  | 4               |
| 6     | AUS Austrália      |                 |                  | 1                 | 1  | 4               |
|       | CHN China          |                 |                  | 1                 | 1  | 4               |
|       | SRB Sérvia         |                 |                  | 1                 | 1  | 4               |
| TOTAL | TOTAL              | 4               | 4                | 4                 | 12 | —               |